# Shavit-1
Shavit-1 (hebr. ‏שביט-1‎) – izraelska rakieta nośna, wyprodukowana przez Izrael i RPA. Była przeznaczona do wynoszenia niewielkich satelitów na niską orbitę okołoziemską. Właścicielem jest Izraelska Agencja Lotów Kosmicznych.

## Historia
Rakieta Shavit-1 była wersją rozwojową rakiety Shavit, w której wymieniono pierwszy człon startowy na nowy, wydłużony.
W 2007 została zastąpiona nową rakietą nośną Shavit-2.

## Budowa rakiety
Rakieta Shavit-1 posiadała trzy stopnie z silnikami rakietowymi zasilanymi paliwem stałym, z których dwa pochodziły z rakiety Jerycho-2.
- Stopień 1 - Masa całkowita: 13 990 kg. Masa pustego członu: 1240 kg. Silnik: 1 x LK-1. Siła ciągu: 774 kN. Czas pracy: 55 s. Długość: 7,5 m. Średnica: 1,35 m. Paliwo: stałe.
- Stopień 2 - Masa całkowita: 10 971 kg. Masa pustego członu: 1771 kg. Silnik: 1 x RSA-3-2. Siła ciągu: 476,6 kN. Czas pracy: 52 s. Długość: 6,4 m. Średnica: 1,3 m. Paliwo: stałe.
- Stopień 3 - Masa całkowita: 2048 kg. Masa pustego członu: 170 kg. Silnik: 1 x RSA-3-3. Siła ciągu: 58,8 kN. Czas pracy: 94 s. Długość: 2,6 m. Średnica: 1,3 m. Paliwo: stałe[2].

## Chronologia startów
- 5 kwietnia 1995 godzina 11:16 GMT - Miejsce startu: kosmodrom Palmachim, Izrael. Rakieta nośna: Model LV. Ładunek: satelita Ofeq-3 (masa: 189 kg). Apogeum: 694 km. Czas trwania lotu: 94,5 min.
- 22 stycznia 1998 godzina 12:56 GMT - Miejsce startu: kosmodrom Palmachim, Izrael. Rakieta nośna: Model LV. Ładunek: satelita Ofeq-4 (masa: 245 kg). Start nie powiódł się z powodu awarii drugiego członu rakiety nośnej, która po wybuchu spadła do Morza Śródziemnego.
- 28 maja 2002 godzina 15:25 GMT - Miejsce startu: kosmodrom Palmachim, Izrael. Rakieta nośna: Model LV. Ładunek: satelita Ofeq-5 (masa: 300 kg). Apogeum: 757 km. Czas trwania lotu: 95,9 min.
- 6 września 2004 - Miejsce startu: kosmodrom Palmachim, Izrael. Rakieta nośna: Model LV. Ładunek: satelita Ofeq-6 (masa: 300 kg). Start nie powiódł się z powodu awarii trzeciego członu rakiety nośnej[3].